# Back to Basics Tour
Tournées par Christina Aguilera
Stripped World Tour
Le Back to Basics World Tour est la deuxième tournée mondiale de la chanteuse et compositrice américaine Christina Aguilera. La tournée débute en Europe, en passant par les États-Unis, l'Amérique latine, l'Asie et l'Australie. La tournée mondiale génère la somme de 90 millions de dollars, et attire 1,3 million de spectateurs. Le DVD du concert est disponible sous le nom de Back to Basics: Live and Down Under. Les concerts de cette tournée ont été enregistrés en soirée et pas en journée.

## Setlist
1. Back to Basics (Video Introduction)
2. Ain't No Other Man
3. Back In the Day
4. Understand
5. Come On Over Baby (All I Want Is You) (Remix Jazz)
6. Slow Down Baby
7. Still Dirrty & Can't Hold Us Down (Medley)
8. I Got Trouble (Video Interlude)
9. Makes Me Wanna Pray
10. What a Girl Wants (Remix Reggae)
11. Oh Mother
12. Enter the Circus (Video Interlude)
13. Welcome
14. Dirrty (Remix)
15. Candyman
16. Nasty Naughty Boy
17. Hurt
18. Lady Marmalade
19. Thank You (Dedication to Fans…) (Video Interlude)
20. Beautiful
21. Fighter

## Personnels
- Directeur : Jamie King
- Directeur Musicale : Rob Lewis
- Chorégraphe : Jeri Slaughter
- Costumes : Roberto Cavalli
- Promoter : AEG Live
- Sponsor (s) : Verizon Wireless, Orange, Sony Ericsson

## Musiciens
- Guitare : Tariqh Akoni et Errol Conney
- Basse : Ethan Farmer
- Batterie : Brian Frasier Moore
- Saxophone : Randy Ellis et Miguel Gandelman
- Trompette : Ray Monteiro
- Trombone : Garrett Smith
- Percussions : Ray Yslas
- Choristes vocalistes : Sha'n Favors, Sasha Allen (Amérique du Nord), Erika Jerry et Belle Johnson (Europe)

## Danseurs
- Paul Kirkland
- Kiki Ely
- Tiana Brown
- Dres Reid
- Gilbert Saldivar
- Monique Slaughter
- Nikki Tuazon
- Marcel Wilson
- Jeri Slaughter

## Équipes
- Styliste : Simone Harouche
- Coiffeur & Maquilleur Designer : Steve Sollitto
- Concert video design : Dago Gonzalez

Photos du concert live Back to Basics Tour
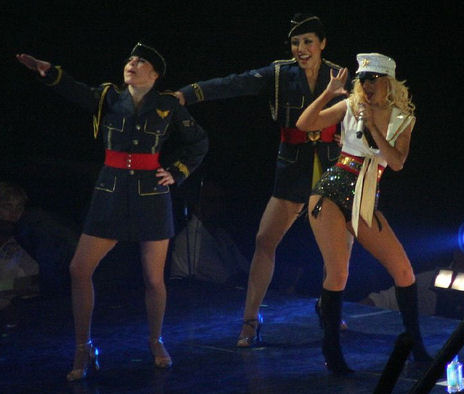
Candyman
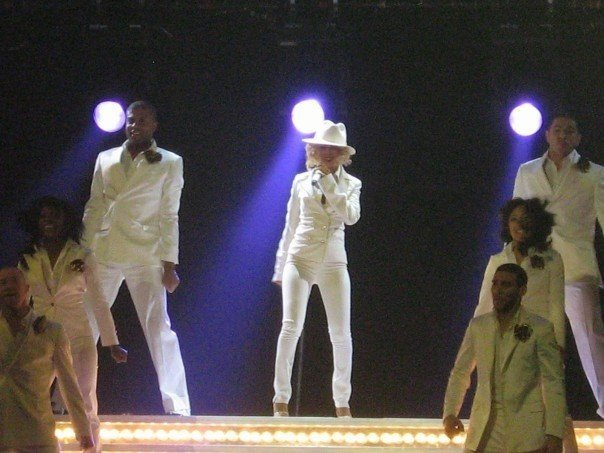
Ain't no other man
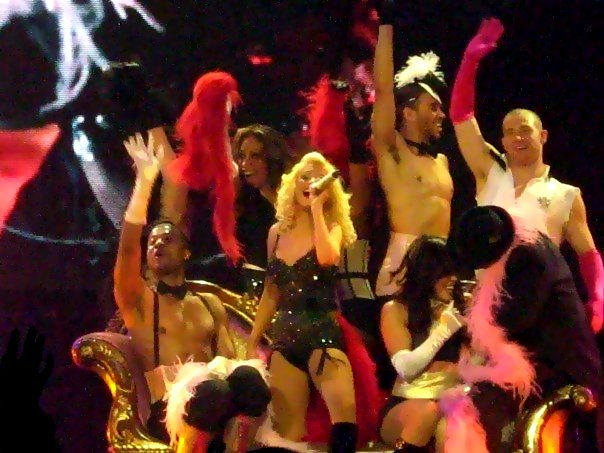
Lady Marmalade
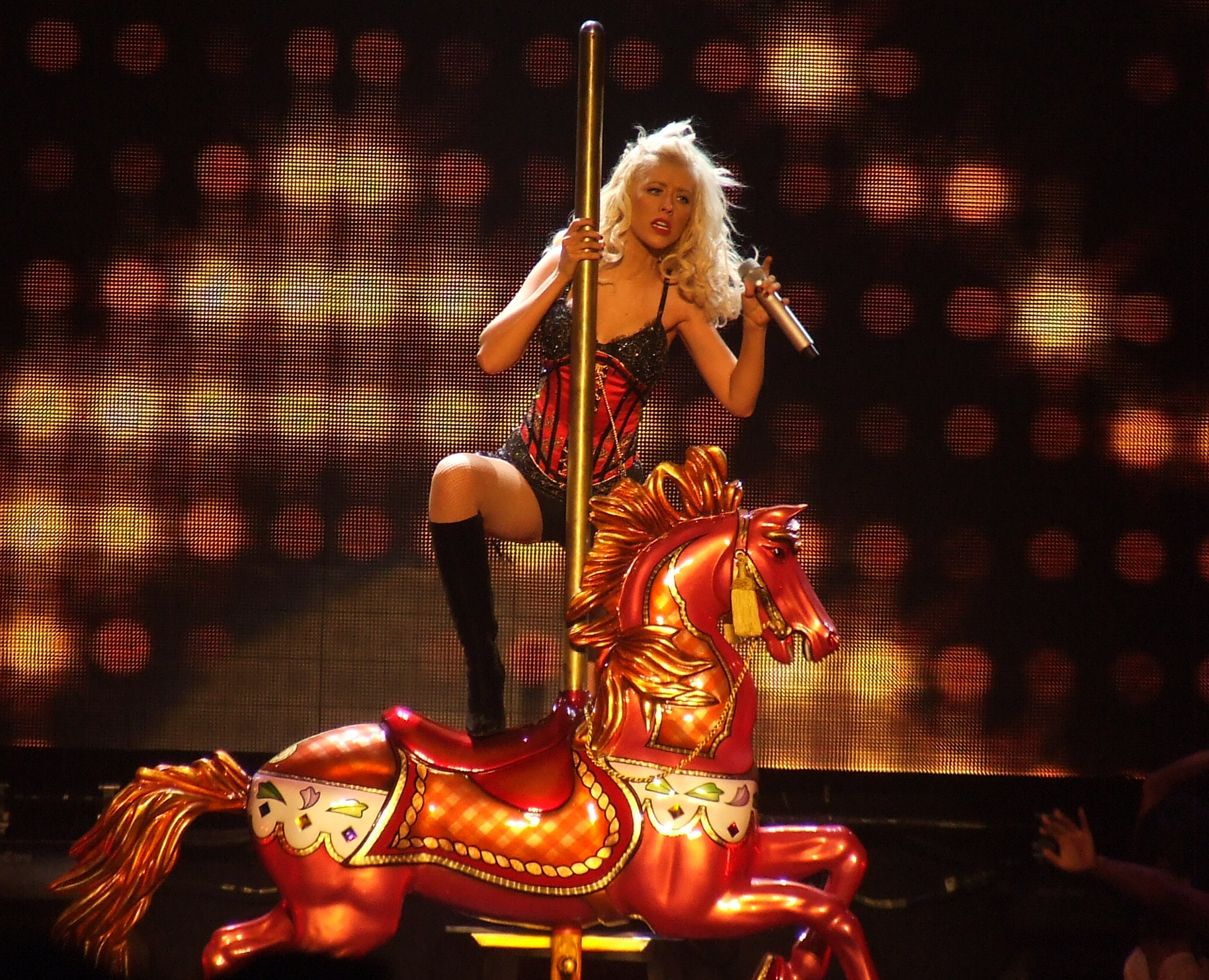
Dirrty
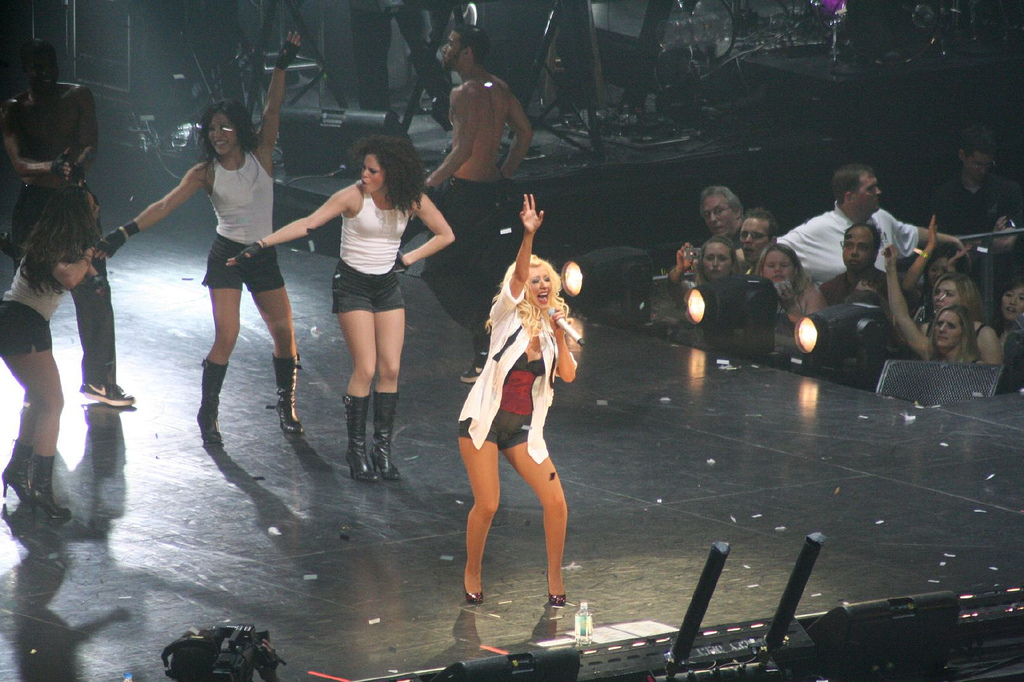
Fighter
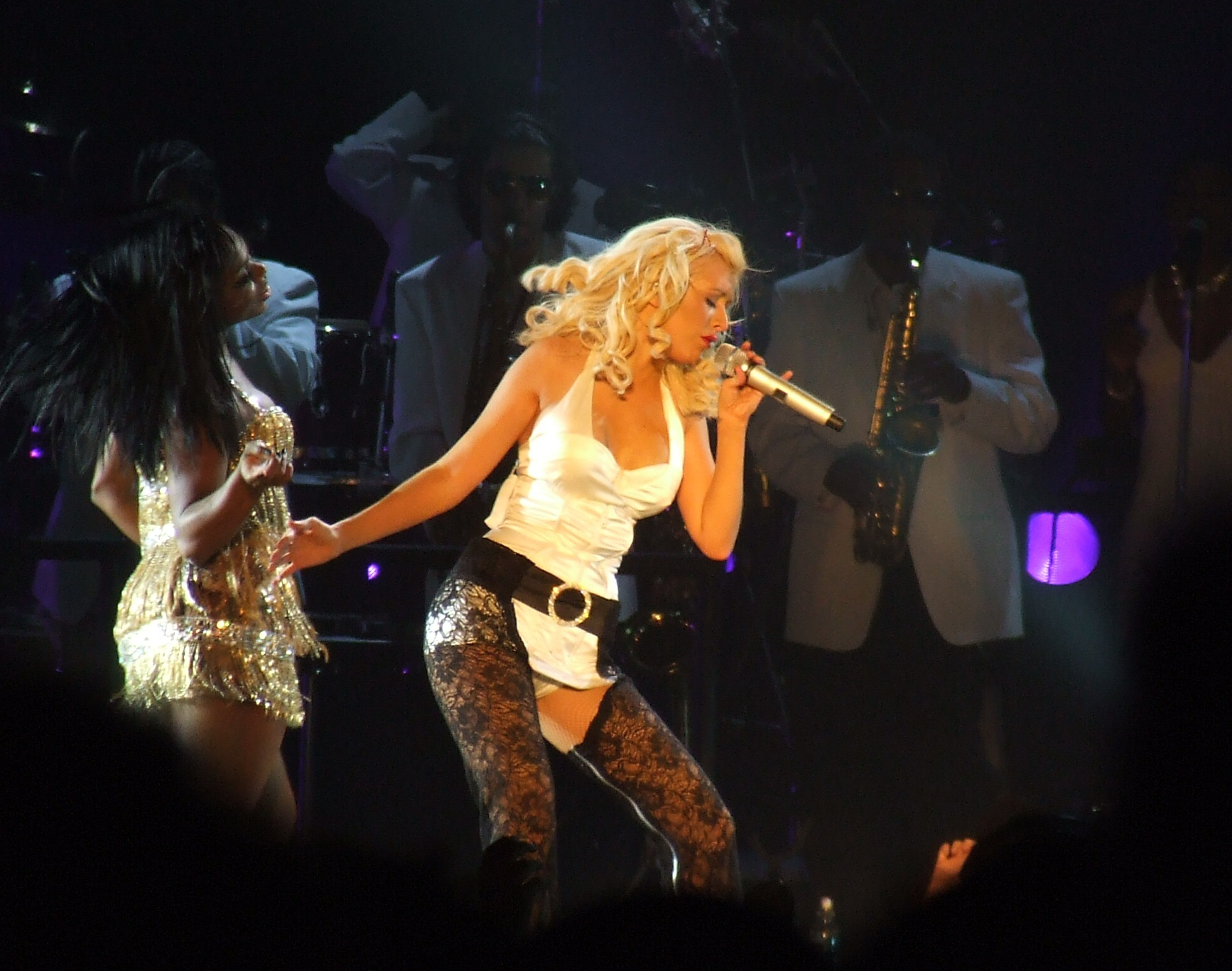
Still Dirrty/Can't hold us down
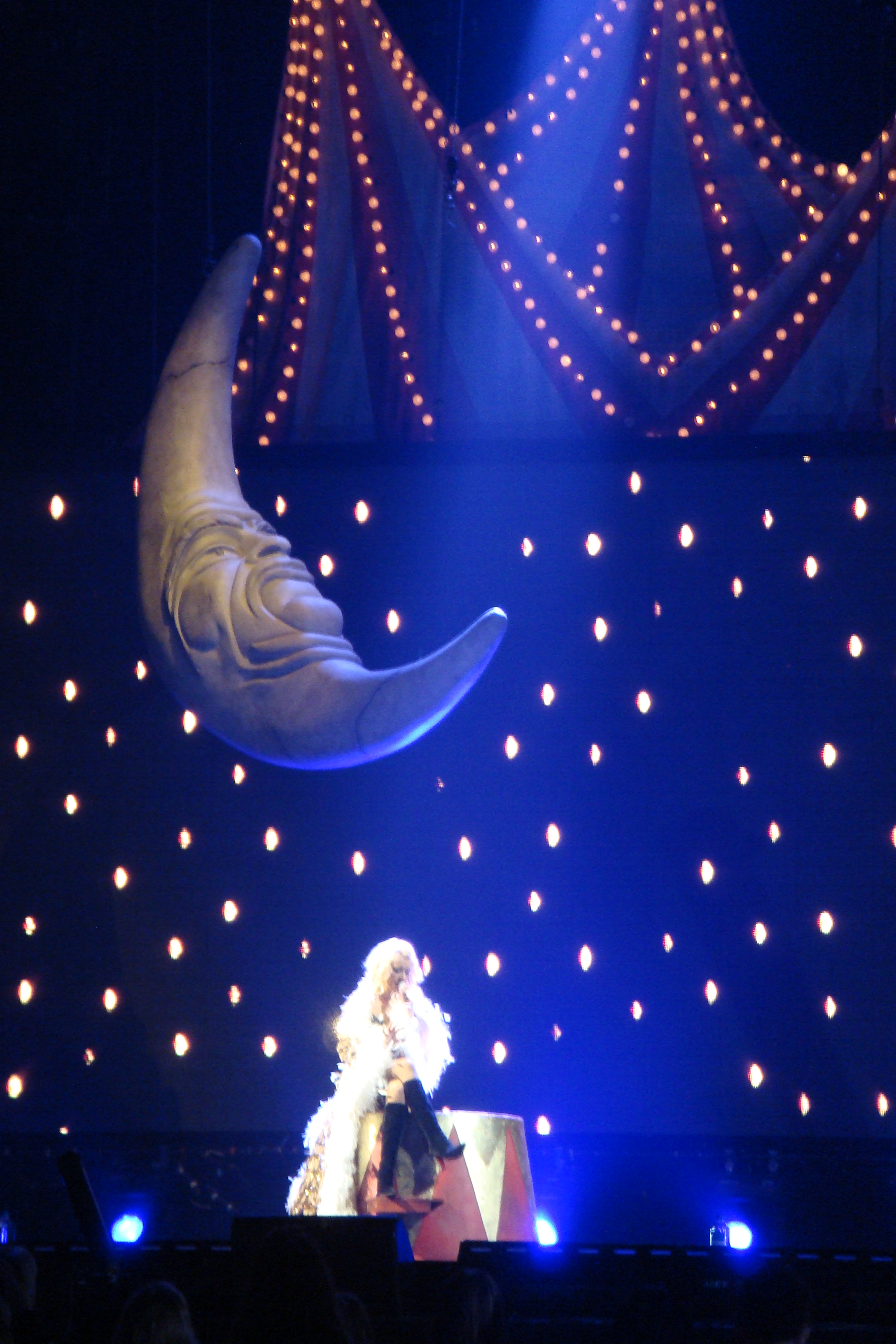
Hurt
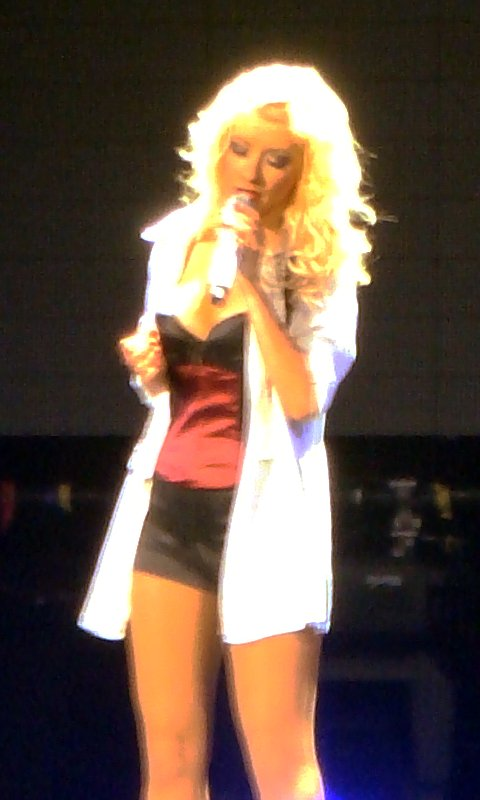
Beautiful

## Dates des concerts
| Date             | Ville            | Pays               | Lieu                              |
| ---------------- | ---------------- | ------------------ | --------------------------------- |
| Europe           |                  |                    |                                   |
| 17 novembre 2006 | Sheffield        | Angleterre         | Sheffield Arena                   |
| 20 novembre 2006 | Belfast          | Irlande du Nord    | Odyssey (Belfast)                 |
| 21 novembre 2006 | Dublin           | Irlande du Nord    | The Point                         |
| 23 novembre 2006 | Manchester       | Angleterre         | Manchester Evening News Arena     |
| 24 novembre 2006 | Newcastle        | Angleterre         | Metro Radio Arena                 |
| 26 novembre 2006 | Birmingham       | Angleterre         | National Indoor Arena             |
| 29 novembre 2006 | Londres          | Angleterre         | Wembley Arena                     |
| 30 novembre 2006 | Londres          | Angleterre         | Wembley Arena                     |
| 2 décembre 2006  | Rotterdam        | Pays-Bas           | The Ahoy                          |
| 3 décembre 2006  | Anvers           | Belgique           | Sportpaleis Merksem               |
| 5 décembre 2006  | Francfort        | Allemagne          | Festhalle Frankfurt               |
| 6 décembre 2006  | Paris            | France             | Palais omnisports de Paris-Bercy  |
| 8 décembre 2006  | Oberhausen       | Allemagne          | König Pilsener Arena              |
| 11 décembre 2006 | Hambourg         | Allemagne          | Color Line Arena                  |
| 13 décembre 2006 | Stuttgart        | Allemagne          | Hanns-Martin-Schleyer-Halle       |
| 14 décembre 2006 | Zurich           | Suisse             | Hallenstadion                     |
| 16 décembre 2006 | Vienne           | Autriche           | Wiener Stadthalle                 |
| 17 décembre 2006 | Prague           | République tchèque | Sazka Arena                       |
| Amérique du Nord |                  |                    |                                   |
| 20 février 2007  | Houston          | États-Unis         | Toyota Center                     |
| 21 février 2007  | Dallas           | États-Unis         | American Airlines Center          |
| 23 février 2007  | Omaha            | États-Unis         | Qwest Center Omaha                |
| 24 février 2007  | Kansas City      | États-Unis         | Kemper Arena                      |
| 26 février 2007  | Denver           | États-Unis         | Pepsi Center                      |
| 28 février 2007  | Phoenix          | États-Unis         | Jobing.com Arena                  |
| 2 mars 2007      | San Diego        | États-Unis         | iPayOne Center                    |
| 3 mars 2007      | Las Vegas        | États-Unis         | Mandalay Bay Events Center        |
| 5 mars 2007      | Anaheim          | États-Unis         | Honda Center                      |
| 6 mars 2007      | Los Angeles      | États-Unis         | Staples Center                    |
| 9 mars 2007      | Oakland          | États-Unis         | Oracle Arena                      |
| 10 mars 2007     | San Jose         | États-Unis         | HP Pavilion at San Jose           |
| 12 mars 2007     | Vancouver        | Canada             | GM Place                          |
| 14 mars 2007     | Edmonton         | Canada             | Rexall Place                      |
| 15 mars 2007     | Calgary          | Canada             | Pengrowth Saddledome              |
| 17 mars 2007     | Winnipeg         | Canada             | MTS Centre                        |
| 19 mars 2007     | Saint Paul       | États-Unis         | Xcel Energy Center                |
| 23 mars 2007     | New York         | États-Unis         | Madison Square Garden             |
| 25 mars 2007     | Toronto          | Canada             | Air Canada Centre                 |
| 26 mars 2007     | Ottawa           | Canada             | Scotiabank Place                  |
| 28 mars 2007     | Montréal         | Canada             | Centre Bell                       |
| 30 mars 2007     | Boston           | États-Unis         | TD Banknorth Garden               |
| 31 mars 2007     | Atlantic City    | États-Unis         | Boardwalk Hall                    |
| 2 avril 2007     | Washington, D.C. | États-Unis         | Verizon Center                    |
| 3 avril 2007     | Philadelphie     | États-Unis         | Wachovia Center                   |
| 5 avril 2007     | East Rutherford  | États-Unis         | Continental Airlines Arena        |
| 7 avril 2007     | Uniondale        | États-Unis         | Nassau Veterans Memorial Coliseum |
| 9 avril 2007     | Auburn Hills     | États-Unis         | Palace of Auburn Hills            |
| 11 avril 2007    | Columbus         | États-Unis         | Nationwide Arena                  |
| 13 avril 2007    | Cleveland        | États-Unis         | Wolstein Center                   |
| 14 avril 2007    | Pittsburgh       | États-Unis         | Mellon Arena                      |
| 20 avril 2007    | Milwaukee        | États-Unis         | Bradley Center                    |
| 21 avril 2007    | Rosemont         | États-Unis         | Allstate Arena                    |
| 23 avril 2007    | Toronto          | Canada             | Air Canada Centre                 |
| 25 avril 2007    | Providence       | États-Unis         | Dunkin' Donuts Center             |
| 27 avril 2007    | Hartford         | États-Unis         | Hartford Civic Center             |
| 28 avril 2007    | Baltimore        | États-Unis         | 1st Mariner Arena                 |
| 1er mai 2007     | Raleigh          | États-Unis         | RBC Center                        |
| 2 mai 2007       | Atlanta          | États-Unis         | Arena at Gwinnett Center          |
| 4 mai 2007       | Tampa            | États-Unis         | St. Pete Times Forum              |
| 5 mai 2007       | Fort Lauderdale  | États-Unis         | BankAtlantic Center               |
| 21 mai 2007      | San Diego        | États-Unis         | San Diego Civic Theatre           |
| Asie             |                  |                    |                                   |
| 18 juin 2007     | Osaka            | Japon              | Osaka-jō Hall                     |
| 20 juin 2007     | Tokyo            | Japon              | Nippon Budokan                    |
| 21 juin 2007     | Tokyo            | Japon              | Nippon Budokan                    |
| 23 juin 2007     | Séoul            | Corée du Sud       | Olympic Gymnastics Arena          |
| 24 juin 2007     | Séoul            | Corée du Sud       | Olympic Gymnastics Arena          |
| 26 juin 2007     | Shanghai         | Chine              | Shanghai Indoor Stadium           |
| 28 juin 2007     | Bangkok          | Thaïlande          | Impact, Muang Thong Thani         |
| 30 juin 2007     | Kallang          | Singapour          | Singapore Indoor Stadium          |
| 3 juillet 2007   | Hong Kong        | Hong Kong          | AsiaWorld-Arena                   |
| 6 juillet 2007   | Manille          | Philippines        | Fort Bonifacio                    |
| Australie        |                  |                    |                                   |
| 13 juillet 2007  | Perth            | Australie          | Burswood Entertainment Complex    |
| 14 juillet 2007  | Perth            | Australie          | Burswood Entertainment Complex    |
| 17 juillet 2007  | Adélaïde         | Australie          | Adelaide Entertainment Centre     |
| 18 juillet 2007  | Adélaïde         | Australie          | Adelaide Entertainment Centre     |
| 20 juillet 2007  | Brisbane         | Australie          | Brisbane Entertainment Centre     |
| 21 juillet 2007  | Brisbane         | Australie          | Brisbane Entertainment Centre     |
| 24 juillet 2007  | Sydney           | Australie          | Acer Arena                        |
| 25 juillet 2007  | Sydney           | Australie          | Acer Arena                        |
| 27 juillet 2007  | Melbourne        | Australie          | Rod Laver Arena                   |

Annulations
- Le 29 et le 30 juillet 2007   Melbourne, Australie  au Rod Laver Arena
- Le 2 et le 3 août 2007  Auckland, Nouvelle-Zélande  au Vector Arena

### Awards 2007
| Cérémonies               | Awards              | Résultats |
| ------------------------ | ------------------- | --------- |
| Billboard Touring Awards | Breakthrough Artist | Nommé     |
| Billboard Touring Awards | Top Package         | Nommé     |
| MTV Asia Awards          | Best Tour           | Nommé     |